# Jordyn Huitema
Jordyn Pamela Huitema (Chilliwack, 8 maggio 2001) è una calciatrice canadese, attaccante del Seattle Reign e della nazionale canadese.

## Biografia
Huitema nasce a Chilliwack, dove cresce con la famiglia condividendo con i fratelli la passione per lo sport. Brody, il fratello maggiore, anche lui giocava a calcio, e dopo aver fatto parte del programma Vancouver Whitecaps Residency, Accademy del Vancouver Whitecaps indirizzato a valorizzare talenti a livello giovanile, ha frequentato l'Università Duke e indossato in quell'occasione la maglia della squadra di calcio universitario dell'ateneo, i Duke Blue Devils. Il fratello minore, Trent, è invece un giocatore di hockey su ghiaccio, e ha giocato in Saskatchewan Junior Hockey League per gli Humboldt Broncos.
È stata fidanzata con Alphonso Davies, calciatore del Bayern Monaco, conosciuto quando entrambi giocavano per il Vancouver Whitecaps.

## Carriera

### Gli inizi
Huitema si appassiona al calcio fin da giovanissima, iniziando a giocare nel club della città natia, il Chilliwack FC, all'età di 4 anni. Dopo le scuole medie, dove gioca indossando la maglia della Rosedale Middle School, lascia Chilliwack per continuare gli studi a Burnaby, frequentando la Burnaby Central Secondary come parte del programma Whitecaps FC Girls Elite REX.

### Club
Dopo aver giocato a livello giovanile nel club di Vancouver dal 2015 al 2018, in quest'ultimo anno ha l'unica parentesi nel calcio semiprofessionistico, scelta dal TSS Rovers, squadra iscritta alla Women's Premier Soccer League, assieme alla compagna nelle nazionali giovanili canadesi Julia Grosso.
Il 23 luglio 2018, mentre si sta svolgendo l'edizione 2018 del torneo femminile dell'International Champions Cup (WICC), viene annunciato il suo trasferimento al Paris Saint-Germain, senza tuttavia firmare un contratto professionistico con il club francese, permettendole di mantenere l'idoneità per giocare a livello di college. Il giorno seguente indossa per la prima volta la maglia del PSG in occasione dell'amichevole pre-stagionale contro il Manchester City sul campo dell'Università di Portland. In seguito Huitema scende in campo da titolare nella semifinale della Women International Champions Cup, persa per 2-1 con il North Carolina Courage.
Il 24 gennaio 2019, Huitema annunciò che avrebbe rinunciato al college per diventare professionista e qualche mese più tardi, il 17 maggio, il PSG confermò che Huitema aveva firmato un contratto quadriennale con il club.
A disposizione del tecnico Olivier Echouafni dalla stagione 2019-2020, Huitema fa il suo esordio in Division 1 Féminine già alla 1ª giornata di campionato, il 25 agosto, rilevando Marie-Antoinette Katoto al 51' nel vittorioso incontro casalingo per 7-0 con il Soyaux, e andando a rete per la prima volta con la maglia del PSG il successivo 12 settembre, dove fa anche il suo debutto in UEFA Women's Champions League in occasione dell'andata dei sedicesimi di finale dell'edizione 2019-2020, rilevando ancora Katoto al 62' per poi segnare la doppietta, in zona Cesarini, con cui fissa il risultato sul 7-0 nella vittoria con le campionesse di Portogallo del Braga
Il 4 giugno 2021, Huitema ha segnato un colpo di testa nei minuti finali della vittoria per 3-0 sul Digione per sigillare il titolo della Division 1 per il Paris Saint-Germain, il primo titolo di campionato per il club.

## Statistiche

### Presenze e reti nei club
Statistiche aggiornate all'7 dicembre 2021.
| Stagione                   | Squadra                    | Campionato                 | Campionato | Campionato | Coppe nazionali | Coppe nazionali | Coppe nazionali | Coppe continentali | Coppe continentali | Coppe continentali | Altre coppe | Altre coppe | Altre coppe | Totale | Totale |
| Stagione                   | Squadra                    | Comp                       | Pres       | Reti       | Comp            | Pres            | Reti            | Comp               | Pres               | Reti               | Comp        | Pres        | Reti        | Pres   | Reti   |
| -------------------------- | -------------------------- | -------------------------- | ---------- | ---------- | --------------- | --------------- | --------------- | ------------------ | ------------------ | ------------------ | ----------- | ----------- | ----------- | ------ | ------ |
| 2019-2020                  | Paris Saint-Germain        | D1                         | 11         | 1          | CF              | 2               | 0               | UWCL               | 4                  | 4                  | SF          | 1           | 0           | 18     | 5      |
| 2020-2021                  | Paris Saint-Germain        | D1                         | 16         | 3          | CF              | 1               | 0               | UWCL               | 6                  | 2                  | -           | -           | -           | 23     | 5      |
| 2021-2022                  | Paris Saint-Germain        | D1                         | 7          | 1          | CF              | -               | -               | UWCL               | 4                  | 3                  | -           | -           | -           | 11     | 4      |
| Totale Paris Saint-Germain | Totale Paris Saint-Germain | Totale Paris Saint-Germain | 34         | 5          |                 | 3               | 0               |                    | 14                 | 9                  |             | 1           | 0           | 52     | 14     |
| Totale carriera            | Totale carriera            | Totale carriera            | 34         | 5          |                 | 3               | 0               |                    | 14                 | 9                  |             | 1           | 0           | 52     | 14     |

### Cronologia presenze e reti in nazionale
| Cronologia completa delle presenze e delle reti in nazionale ― Canada | Cronologia completa delle presenze e delle reti in nazionale ― Canada | Cronologia completa delle presenze e delle reti in nazionale ― Canada | Cronologia completa delle presenze e delle reti in nazionale ― Canada | Cronologia completa delle presenze e delle reti in nazionale ― Canada | Cronologia completa delle presenze e delle reti in nazionale ― Canada | Cronologia completa delle presenze e delle reti in nazionale ― Canada | Cronologia completa delle presenze e delle reti in nazionale ― Canada |
| Data                                                                  | Città                                                                 | In casa                                                               | Risultato                                                             | Ospiti                                                                | Competizione                                                          | Reti                                                                  | Note                                                                  |
| --------------------------------------------------------------------- | --------------------------------------------------------------------- | --------------------------------------------------------------------- | --------------------------------------------------------------------- | --------------------------------------------------------------------- | --------------------------------------------------------------------- | --------------------------------------------------------------------- | --------------------------------------------------------------------- |
| 8-3-2017                                                              | São João da Venda                                                     | Spagna                                                                | 1 – 0                                                                 | Canada                                                                | Algarve Cup 2017 - Finale                                             | -                                                                     | 41’                                                                   |
| 6-4-2017                                                              | Trelleborg                                                            | Svezia                                                                | 0 – 1                                                                 | Canada                                                                | Amichevole                                                            | -                                                                     | 89’                                                                   |
| 8-6-2017                                                              | Winnipeg                                                              | Canada                                                                | 3 – 1                                                                 | Costa Rica                                                            | Amichevole                                                            | -                                                                     | 79’                                                                   |
| 11-6-2017                                                             | Toronto                                                               | Canada                                                                | 6 – 0                                                                 | Costa Rica                                                            | Amichevole                                                            | 2                                                                     | 67’                                                                   |
| 9-11-2017                                                             | Vancouver                                                             | Canada                                                                | 1 – 1                                                                 | Stati Uniti                                                           | Amichevole                                                            | -                                                                     | 90’                                                                   |
| 12-11-2017                                                            | San Jose                                                              | Stati Uniti                                                           | 3 – 1                                                                 | Canada                                                                | Amichevole                                                            | -                                                                     | 60’                                                                   |
| 28-11-2017                                                            | Marbella                                                              | Canada                                                                | 3 – 2                                                                 | Norvegia                                                              | Amichevole                                                            | -                                                                     | 85’                                                                   |
| 2-3-2018                                                              | São João da Venda                                                     | Russia                                                                | 0 – 1                                                                 | Canada                                                                | Algarve Cup 2018                                                      | -                                                                     | 66’                                                                   |
| 5-3-2018                                                              | Lagos                                                                 | Corea del Sud                                                         | 0 – 3                                                                 | Canada                                                                | Algarve Cup 2018                                                      | -                                                                     | 75’                                                                   |
| 7-3-2018                                                              | Lagos                                                                 | Canada                                                                | 2 – 0                                                                 | Giappone                                                              | Algarve Cup 2018 - Finale 5º posto                                    | -                                                                     | 88’ 71’                                                               |
| 9-4-2018                                                              | Rennes                                                                | Francia                                                               | 1 – 0                                                                 | Canada                                                                | Amichevole                                                            | -                                                                     | 79’                                                                   |
| 2-9-2018                                                              | Ottawa                                                                | Canada                                                                | 1 – 0                                                                 | Brasile                                                               | Amichevole                                                            | -                                                                     | 79’                                                                   |
| 8-10-2018                                                             | Edinburg                                                              | Cuba                                                                  | 0 – 12                                                                | Canada                                                                | CONCACAF Women's Championship 2018                                    | 4                                                                     |                                                                       |
| 11-10-2018                                                            | Edinburg                                                              | Costa Rica                                                            | 1 – 3                                                                 | Canada                                                                | CONCACAF Women's Championship 2018                                    | -                                                                     | 72’                                                                   |
| 17-10-2018                                                            | Frisco                                                                | Canada                                                                | 0 – 2                                                                 | Stati Uniti                                                           | CONCACAF Women's Championship 2018                                    | -                                                                     | 88’                                                                   |
| 22-1-2019                                                             | La Manga                                                              | Canada                                                                | 1 – 0                                                                 | Norvegia                                                              | Amichevole                                                            | -                                                                     | 62’                                                                   |
| 27-2-2019                                                             | Parchal                                                               | Canada                                                                | 0 – 0                                                                 | Islanda                                                               | Algarve Cup 2019                                                      | -                                                                     | 66’                                                                   |
| 1-3-2019                                                              | Lagos                                                                 | Scozia                                                                | 0 – 1                                                                 | Canada                                                                | Algarve Cup 2019                                                      | -                                                                     | 66’                                                                   |
| 8-4-2019                                                              | San Pedro del Pinatar                                                 | Canada                                                                | 2 – 1                                                                 | Nigeria                                                               | Amichevole                                                            | -                                                                     | 46’                                                                   |
| 18-5-2019                                                             | Toronto                                                               | Canada                                                                | 3 – 0                                                                 | Messico                                                               | Amichevole                                                            | -                                                                     | 75’                                                                   |
| 24-5-2019                                                             | Logroño                                                               | Spagna                                                                | 0 – 0                                                                 | Canada                                                                | Amichevole                                                            | -                                                                     | 46’                                                                   |
| 20-6-2019                                                             | Reims                                                                 | Paesi Bassi                                                           | 2 – 1                                                                 | Canada                                                                | Mondiali 2019 - 1º turno                                              | -                                                                     |                                                                       |
| 6-10-2019                                                             | Shizuoka                                                              | Giappone                                                              | 4 – 0                                                                 | Canada                                                                | Amichevole                                                            | -                                                                     |                                                                       |
| 7-11-2019                                                             | Yongchuan                                                             | Brasile                                                               | 4 – 0                                                                 | Canada                                                                | Amichevole                                                            | -                                                                     | 86’                                                                   |
| 10-11-2019                                                            | Yongchuan                                                             | Canada                                                                | 3 – 0                                                                 | Nuova Zelanda                                                         | Amichevole                                                            | -                                                                     | 75’                                                                   |
| 29-1-2020                                                             | Edinburg                                                              | Canada                                                                | 11 – 0                                                                | Saint Kitts e Nevis                                                   | Qual. Olimpiadi 2020                                                  | 1                                                                     | 47’                                                                   |
| 2-2-2020                                                              | Edinburg                                                              | Giamaica                                                              | 0 – 9                                                                 | Canada                                                                | Qual. Olimpiadi 2020                                                  | 5                                                                     |                                                                       |
| 5-2-2020                                                              | Edinburg                                                              | Canada                                                                | 2 – 0                                                                 | Messico                                                               | Qual. Olimpiadi 2020                                                  | -                                                                     | 66’                                                                   |
| 8-2-2020                                                              | Carson                                                                | Canada                                                                | 1 – 0                                                                 | Costa Rica                                                            | Qual. Olimpiadi 2020                                                  | 1                                                                     | 74’                                                                   |
| 10-2-2020                                                             | Carson                                                                | Canada                                                                | 0 – 3                                                                 | Stati Uniti                                                           | Qual. Olimpiadi 2020                                                  | -                                                                     |                                                                       |
| 4-3-2020                                                              | Calais                                                                | Francia                                                               | 1 – 0                                                                 | Canada                                                                | Tournoi de France 2020                                                | -                                                                     | 70’                                                                   |
| 7-3-2020                                                              | Calais                                                                | Canada                                                                | 0 – 0                                                                 | Paesi Bassi                                                           | Tournoi de France 2020                                                | -                                                                     | 46’                                                                   |
| 10-3-2020                                                             | Calais                                                                | Brasile                                                               | 2 – 2                                                                 | Canada                                                                | Tournoi de France 2020                                                | -                                                                     | 90’                                                                   |
| 9-4-2021                                                              | Cardiff                                                               | Galles                                                                | 0 – 3                                                                 | Canada                                                                | Amichevole                                                            | -                                                                     | 70’                                                                   |
| 13-4-2021                                                             | Stoke-on-Trent                                                        | Inghilterra                                                           | 0 – 2                                                                 | Canada                                                                | Amichevole                                                            | -                                                                     | 59’                                                                   |
| 11-6-2021                                                             | Cartagena                                                             | Canada                                                                | 0 – 0                                                                 | Rep. Ceca                                                             | Amichevole                                                            | -                                                                     | 46’                                                                   |
| 14-6-2021                                                             | Cartagena                                                             | Brasile                                                               | 0 – 0                                                                 | Canada                                                                | Amichevole                                                            | -                                                                     | 46’                                                                   |
| 27-7-2021                                                             | Kashima                                                               | Canada                                                                | 1 – 1                                                                 | Gran Bretagna                                                         | Olimpiadi 2020 - 1º turno                                             | -                                                                     | 46’                                                                   |
| 30-7-2021                                                             | Rifu                                                                  | Canada                                                                | 0 – 0                                                                 | Brasile                                                               | Olimpiadi 2020 - Quarti di finale                                     | -                                                                     | 114’                                                                  |
| 2-8-2021                                                              | Kashima                                                               | Stati Uniti                                                           | 0 – 1                                                                 | Canada                                                                | Olimpiadi 2020 - Semifinali                                           | -                                                                     | 87’                                                                   |
| 6-8-2021                                                              | Yokohama                                                              | Svezia                                                                | 1 – 1                                                                 | Canada                                                                | Olimpiadi 2020 - Finale                                               | -                                                                     | 86’                                                                   |
| 23-10-2021                                                            | Ottawa                                                                | Canada                                                                | 5 – 1                                                                 | Nuova Zelanda                                                         | Amichevole                                                            | -                                                                     | 64’                                                                   |
| 26-10-2021                                                            | Montréal                                                              | Canada                                                                | 1 – 0                                                                 | Nuova Zelanda                                                         | Amichevole                                                            | -                                                                     | 57’                                                                   |
| 27-11-2021                                                            | Città del Messico                                                     | Messico                                                               | 2 – 1                                                                 | Canada                                                                | Amichevole                                                            | 1                                                                     | 46’                                                                   |
| 30-11-2021                                                            | Città del Messico                                                     | Messico                                                               | 0 – 0                                                                 | Canada                                                                | Amichevole                                                            | -                                                                     | 62’                                                                   |
| 3-9-2022                                                              | Brisbane                                                              | Australia                                                             | 0 – 1                                                                 | Canada                                                                | Amichevole                                                            | -                                                                     | 70’                                                                   |
| 5-9-2022                                                              | Sydney                                                                | Australia                                                             | 1 – 2                                                                 | Canada                                                                | Amichevole                                                            | -                                                                     |                                                                       |
| 6-10-2022                                                             | Cadice                                                                | Canada                                                                | 2 – 0                                                                 | Argentina                                                             | Amichevole                                                            | 1                                                                     | 46’                                                                   |
| 15-11-2022                                                            | San Paolo                                                             | Brasile                                                               | 2 – 1                                                                 | Canada                                                                | Amichevole                                                            | -                                                                     | 82’                                                                   |
| 17-2-2023                                                             | Ottawa                                                                | Canada                                                                | 0 – 2                                                                 | Stati Uniti                                                           | Amichevole                                                            | -                                                                     | 75’                                                                   |
| 20-2-2023                                                             | Calgary                                                               | Canada                                                                | 2 – 0                                                                 | Brasile                                                               | Amichevole                                                            | -                                                                     | 61’                                                                   |
| 22-2-2023                                                             | Edmonton                                                              | Canada                                                                | 0 – 3                                                                 | Giappone                                                              | Amichevole                                                            | -                                                                     | 46’                                                                   |
| 11-4-2023                                                             | Le Mans                                                               | Francia                                                               | 2 – 1                                                                 | Canada                                                                | Amichevole                                                            | 1                                                                     | 78’                                                                   |
| 21-7-2023                                                             | Sydney                                                                | Nigeria                                                               | 0 – 0                                                                 | Canada                                                                | Mondiali 2023 - 1º turno                                              | -                                                                     |                                                                       |
| 26-7-2023                                                             | Perth                                                                 | Canada                                                                | 2 – 1                                                                 | Irlanda                                                               | Mondiali 2023 - 1º turno                                              | 1                                                                     |                                                                       |
| 31-7-2023                                                             | Melbourne                                                             | Canada                                                                | 0 – 4                                                                 | Australia                                                             | Mondiali 2023 - 1º turno                                              | -                                                                     | 46’                                                                   |
| 23-9-2023                                                             | Kingstown                                                             | Giamaica                                                              | 0 – 2                                                                 | Canada                                                                | Qual. Gold Cup 2024                                                   | -                                                                     | 63’                                                                   |
| 27-9-2023                                                             | Toronto                                                               | Canada                                                                | 2 – 1                                                                 | Giamaica                                                              | Qual. Gold Cup 2024                                                   | 1                                                                     | 46’                                                                   |
| 28-10-2023                                                            | Montréal                                                              | Canada                                                                | 0 – 1                                                                 | Spagna                                                                | Amichevole                                                            | -                                                                     | 57’                                                                   |
| 31-10-2023                                                            | Halifax                                                               | Canada                                                                | 2 – 0                                                                 | Brasile                                                               | Amichevole                                                            | 1                                                                     | 79’                                                                   |
| 1-12-2023                                                             | Québec (città)                                                        | Canada                                                                | 5 – 0                                                                 | Nuova Zelanda                                                         | Amichevole                                                            | 1                                                                     | 46’                                                                   |
| 6-12-2023                                                             | Vancouver                                                             | Canada                                                                | 1 – 0                                                                 | Cina                                                                  | Amichevole                                                            | -                                                                     | 68’                                                                   |
| 23-2-2024                                                             | Houston                                                               | Canada                                                                | 6 – 0                                                                 | El Salvador                                                           | Gold Cup 2024 - 1º turno                                              | 1                                                                     | 40’ 65’                                                               |
| 25-2-2024                                                             | Fort Worth                                                            | Paraguay                                                              | 0 – 4                                                                 | Messico                                                               | Gold Cup 2024 - 1º turno                                              | 1                                                                     | 62’                                                                   |
| 29-2-2024                                                             | Houston                                                               | Canada                                                                | 3 – 0                                                                 | Panama                                                                | Gold Cup 2024 - 1º turno                                              | 1                                                                     | 66’                                                                   |
| 3-3-2024                                                              | Los Angeles                                                           | Canada                                                                | 1 – 0                                                                 | Costa Rica                                                            | Gold Cup 2024 - Quarti di finale                                      | -                                                                     | 46’                                                                   |
| 6-3-2024                                                              | San Diego                                                             | Canada                                                                | 2 – 2 (2 - 3 dtr)                                                     | Stati Uniti                                                           | Gold Cup 2024 - Semifinale                                            | 1                                                                     | 57’                                                                   |
| Totale                                                                |                                                                       | Presenze                                                              | 67                                                                    |                                                                       | Reti                                                                  | 24                                                                    |                                                                       |

## Palmarès

### Club
- Campionato francese: 1

Paris Saint-Germain: 2020-2021
- Coppa di Francia: 1

Paris Saint-Germain: 2021-2022

### Nazionale
- Oro olimpico: 1

Tokyo 2020